# Fidati di me (Tony Maiello)
Fidati di me è un singolo del cantante pop italiano Tony Maiello, pubblicato il 9 ottobre 2009 dall'etichetta discografica Non ho l'età.
La canzone è inserita nel primo EP del cantante, Ama calma, pubblicato alcuni mesi prima.

## Tracce
1. Fidati di me – 3:09